# Tito Quinzio Cincinnato Capitolino (tribuno consolare 368 a.C.)
Tito Quinzio Cincinnato Capitolino (fl. IV secolo a.C.) è stato un politico e militare romano.

## Tribunato consolare
Nel 368 a.C. fu eletto tribuno consolare con Servio Sulpicio Pretestato, Lucio Papirio Crasso, Servio Cornelio Maluginense, Spurio Servilio Strutto, Lucio Veturio Crasso Cicurino.
Quando i tribuni della plebe Gaio Licinio Calvo Stolone e Lucio Sestio Laterano portarono le tribù a votare sulle proprie proposte di legge a favore dei plebei, nonostante il veto espresso dagli altri tribuni della plebe, controllati dai patrizi, il Senato nominò Marco Furio Camillo dittatore per la quarta volta, allo scopo di impedire la votazione delle leggi proposte da Licinio e Sestio.
(Tito Livio, Ab Urbe condita, VI, 4, 38.)